# Schwarzwälder Pilzlehrschau

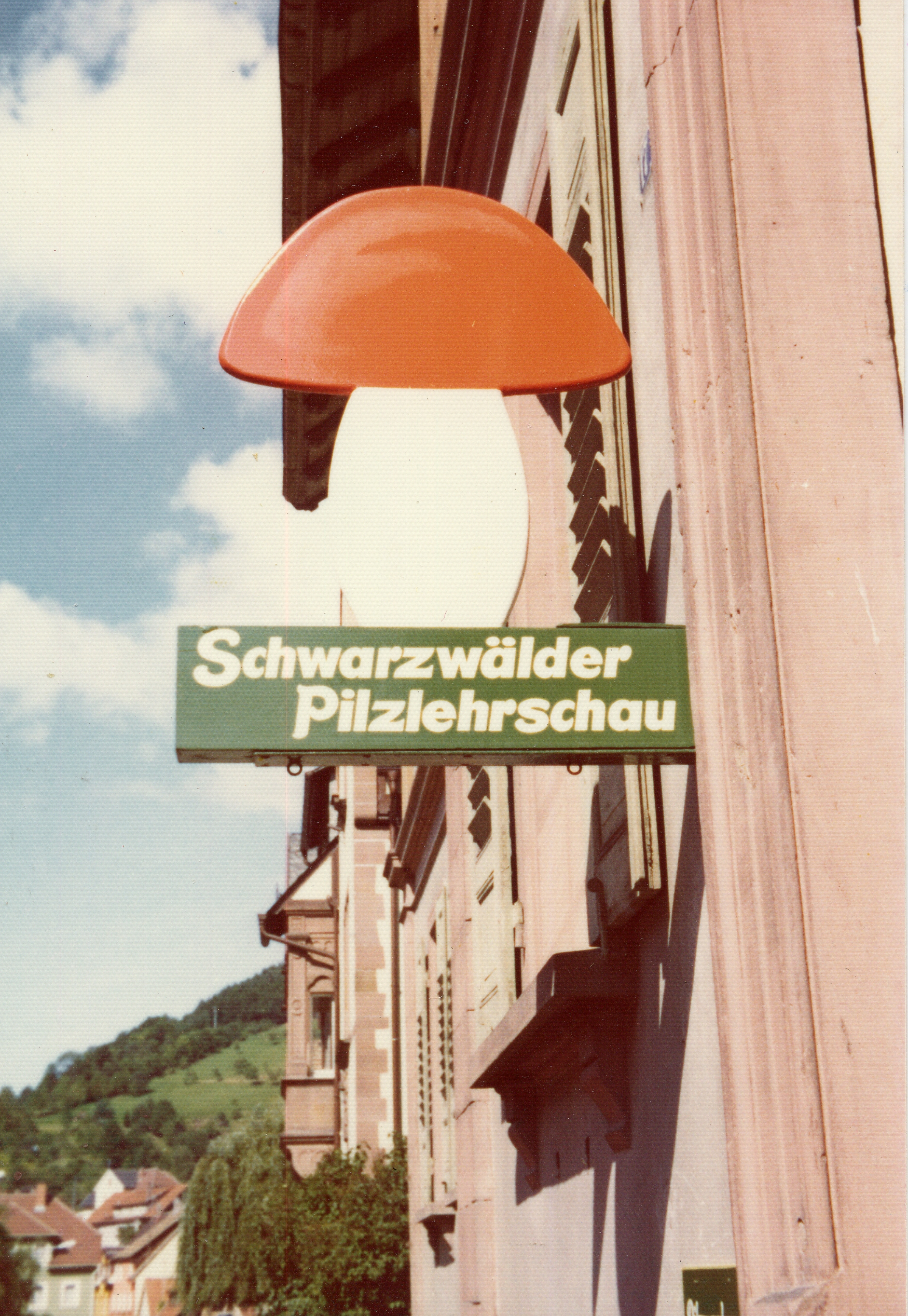
Hinweisschild der Schwarzwälder Pilzlehrschau in Hornberg

Die Schwarzwälder Pilzlehrschau ist eine öffentliche Lehr- und Ausbildungseinrichtung für Mykologie in Hornberg. Sie ist die erste Schule ihrer Art in Deutschland sowie die einzige in Deutschland und den angrenzenden Ländern, an der kontinuierlich Seminare zur Pilzkunde für fast jeden Grundkenntnisstand angeboten werden. Das Programm umfasst in erster Linie Anfänger-, Fortgeschrittenen- und Fachkurse zu unterschiedlichen Themen und die Ausbildung von Pilzsachverständigen.

## Geschichte
Im Jahr 1962 gründete der Rektor Max Hetzel unter Anregung von Hans Steinmann in Hornberg eine Ausstellung verschiedener Wildpilze unter dem Namen Schwarzwälder Pilzschau. Im Jahr 1972 wurde Hetzel aus Altersgründen von seiner Tätigkeit verabschiedet, woraufhin Rose Marie Dähncke die Leitung der Einrichtung übernahm. Ebenfalls auf Vorschlag Steinmanns hin baute sie die Stätte zu einer Lehranstalt aus und nannte sie in Schwarzwälder Pilzlehrschau um. Bis zum Abschluss ihrer Tätigkeit im Jahr 1979 steigerte Dähncke die Bekanntheit der Schule wesentlich. Drei Jahre später, 1982, übernahm Walter Pätzold die Leitung der Schwarzwälder Pilzlehrschau und leitete sie bis zu seinem Tod am 22. Februar 2011. Auch durch ihn wurde die Bedeutung der Einrichtung deutlich erweitert.

Am 1. Oktober 2015 hat  Björn Wergen aus der Nordeifel die Leitung der Einrichtung übernommen.